# المدرسة الصقلية

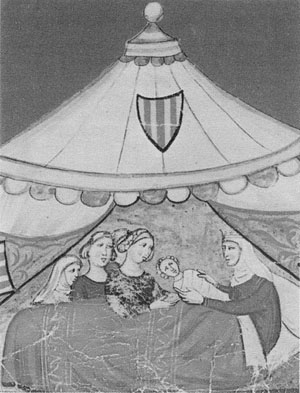
ولادة فريدريك الثاني الإمبراطور الروماني المقدس وملك صقلية

كانت المدرسة الصقلية (بالإنجليزية: Sicilian School)‏ مجتمعًا صغيرًا مكونًا من شعراء صقليين ومن البر الإيطالي متحلقين حول فريدريك الثاني، ينتمي معظمهم إلى بلاطه الإمبراطوري. أنتجوا برئاسة جياكومو دا لينتيني أكثر من ثلاثمائة قصيدة عن الحب النبيل بين عامي 1230 و 1266م، واستمرت التجربة بعد وفاة فريدريك على يد ابنه مانفريد.

## أصولها
استلهم هؤلاء الشعراء من شعر تروبادور الأكستاني المكتوب باللغة الأكستانية، الذي استخدم ميثاق الشرف الإقطاعي بالنسبة للعلاقة بين الرجل (الذي يلعب دور التابع) والمرأة (بدور الملك أو الرئيس). يعاكس هذا الأمر دور النساء التقليدي، المتمثل في الاعتماد على الرجال، ويُحدد وعيًا جديدًا في المجتمع القروسطي: سبب انحدار الإقطاع مع تزايد قوة الطبقة الوسطى، تحولًا في القراءة العامة، والملحمة (المكرسة تقليديًا للمساعي العسكرية الكبرى) مفسحًا الطريق تدريجيًا للقصيدة الغنائية (التي ركزت عمومًا على الحب). في العصور الوسطى الدنيا، تزايدت أعداد النساء القارئات للكتب أكثر من أي وقت مضى، وكان الشعر يحاول التكيف مع وجهة نظرهن ودورهن المكتسب حديثًا في المجتمع.
كان هذا ما شكل ملامح الشعر الفرنسي، الذي أصبح فعالًا في إيطاليا. ما يميز المدرسة الصقلية عن التروبادورية، بكل حال، هو التعريف بنوع من النساء أكثر لطفًا وطيبة من قرينه الموجود في النماذج الفرنسية؛ نوع أقرب إلى مادونا في مؤلفات دانتي ولورا في مؤلفات بتراركا، لكن بتوصيف نفسي أقل بكثير. بالكاد صور شعر الصقليين نساء أو مواقف حقيقية (لا يمكن اعتبار أغنية فريدريك تحمل طابع السيرة الذاتية)، لكن اللغة والأسلوب بارزين، بما أن الصقليين (كما دعاهم دانتي) أنشؤوا أول معيار أدبي إيطالي عبر إغناء القاعدة المحكية الموجودة، مستلهمين على الأرجح من أغاني الحب الشعبية، بالإضافة إلى كلمات ذات أصول لاتينية وبروفنسالية.

## أعمال مدرسة جوالة
«كان الشعر الغنائي في صدارة الأدب، مُلهمًا حماسةً واسعة الانتشار بقي أثرها محسوسًا لقرون. أعطى الشعراء الصقليون من بلاط سفيفس الدفعة البادئة، إذ كانوا أول من استخدم لغة محكية ممعيرة في فن الشعر الذي عبر عن طريقهم إلى الكثير غيرهم: وكان لزامًا على جميعهم -وليس المقلدين المتحذلقين للمدرسة الصقلية التوسكانية فحسب (مثل بوناجونتا أوربيتشاني) بل أيضًا جوينيزلي، وشعراء ستيل نوفو وبصورة أوسع جميع كتّاب الشعر- أن يتعاملوا مع النماذج الصقلية ولو بدرجات متفاوتة، وبالتالي انضمت بعض الميزات إلى الاستخدام المعياري للشعر الإيطالي». (برونو ميغيليوريني، تاريخ الأدب الإيطالي).
على الرغم من أن شعرًا كهذا كان محصورًا بقلة من كتاب العدل وأعيان الأباطرة، إلا أنه أظهر للمرة الأولى ميزات لغوية موحدة وغنى في المفردات يتجاوز إلى حد بعيد اللغة الصقلية التي استُلهم منها. لم تكن الماغنا كوريا تتخذ من أي مدينة محددة مقرًا لها، بل كانت تتنقل عبر جنوب إيطاليا، وهذه حقيقة ساعدت المدرسة على تجنب الإغراء في اختيار أي لهجة محلية كنقطة بداية للغتهم. هذا سبب كون المعيار الجديد لغة كوينيه، خليط من اللهجات المحكية المختلفة.
كان سبب التنقل من مدينة إلى أخرى سياسيًا بشكل أساسي. مع أن تجربته كانت قصيرة الأمد، لكن فريدريك نجح في إنشاء أول دولة معاصرة في أوروبا، مقودة بيروقراطية فعالة: لم يُعين أفرادها من الطبقة الأرستقراطية ولا من الإكليروس وذلك لسبب منطقي، إذ كان أتباع أولاهم مهتمين بحماية مصالحهم الشخصية أكثر بكثير من اهتمامهم بمصلحة البلاد وغالبًا ما أحاكوا المؤامرات ضده أملًا في استعادة سلطتهم، والأخيرة كانت مخلصة للبابا بصورة أساسية، الذي كان عدوها الأكبر.
كان فريدريك في الحقيقة يفكك النظام الإقطاعي الحكومي الموروث عن النورمان، وغالبًا ما كان يختار أفراد الماغنا كوريا خاصته وأعيانه الصغار من الأخويات العلمانية (مثل كتّاب العدل الشعراء). ألغى أيضًا الحواجز الداخلية: جلبت التجارة الحرة الرخاء على الجنوب، الأمر الذي جعل باري (كما شهد تشيلو في كتابه كونتراستو) واحدةً من أغنى المدن في منطقة المتوسط. لكن، ترك هذه الدولة المعاصرة جارية على غير هدى، كان يعني افتقار باروناته للسلطة التي تخولهم جمع الضرائب، مصدر إيرادات الدولة الأكبر. نتيجة ذلك، كان فريدريك بحاجة لإحلال القانون والنظام بنقل بلاطه من مكان إلى مكان.

## الأسلوب والموضوع
رغم أن المدرسة الصقلية تعتبر عمومًا تقليديةً في الشكل والمضمون، لكنها «تبرز بمعجمها الكَيّس، بصورة قريبة من أسلوب تروبار كلوس وبتناول حصيف للتشابيه والاستعارات في نزعة ستيلنوفيستيك المأخوذة من الفلسفة الطبيعية». (تشيزار سيغري). هناك ميل مرئي ناحية النماذج الأفلاطونية الجديدة، تبنته حركة دولتشي ستيل نوفو في بولونيا وفلورنسا في أواخر القرن الثالث عشر، ويظهر بجلاءٍ أكثر عند بتراركا. بخلاف الإيطاليين الجنوبيين أتباع مدرسة تروبادور، لم يُكتب أي سطر باللغة الأكستانية. بل بالأحرى، تكيفت تصانيف مفردات المروءة الخاصة بالأكستانية مع الصوتيات وعلم التصريف الصقلي الإيطالي، وبسبب ذلك صيغت كلمات إيطالية جديدة بالفعل، وتكيف بعضها، لكن لم يكن أي منها مستعارًا. واحدة من أشهر العيّنات في قلبي مكان لكاتبها جياكومو دا لينتيني، الذي يبدو أنه ألهم الحركة. يعزى الفضل إلى جياكومو دا لينتيني على نحو واسع بين الباحثين (مثل فرانشيسكو بروني، وتشيزار سيغيري وغيرهم) في ابتكار السونيته، وهي صيغة أدبية أكملها دانتي، وبتراركا، أكثر من الجميع. يستخدمها في عدد من القصائد. نقتبس هنا أشهرها والتي ربما ألهمت المدرسة برمتها:
في قلبي مكان محجوز لله،
لذا قد أدخل الجنة،
إلى المكان المقدس، الذي سمعت،
أن الناس فيه دائمو السعادة والبهجة والمرح.
ما كنت لأرغب بالذهاب إلى هناك دون سيدتي
ذات الشعر الأشقر والبشرة الشاحبة،
لأنني دونها لا يمكنني السعادة،
لا يمكنني ذلك منفصلًا عن سيدتي.
لكنني لا أقول ذلك بنية التجديف،
كما لو أنني أردت الخطيئة معها:
إذا لم أرَ هيئتها الحسنة
ووجهها الجميل وإطلالتها الرقيقة:
لأن رؤية امرأتي تشع بإجلالٍ
سيبعث علي براحة عظيمة.